# Waitangi szerződés
A waitangi szerződés (angolul: Treaty of Waitangi, maori nyelven: Tiriti o Waitangi) a brit korona képviselői és az Új-Zéland Északi-szigetén élő maori törzsfőnökök közötti, elsőként 1840. február 6-án kötött szerződés. A szerződés értelmében Új-Zéland brit fennhatóság alá került.
A szerződés létrehozta Új-Zéland brit kormányzója hivatalát, elismerte a maorik tulajdonjogát földjeik, erdeik és más tulajdonuk felett, és megadta nekik a brit alattvalók jogait.
A két nyelv közötti különbségek miatt a szerződés angol és maori változata jelentősen eltér egymástól, ezért nincs egyezség arról, hogy a két fél pontosan miben is egyezett meg. A szerződés angol nyelvű változata alapján a maorik „korlátlanul és fenntartás nélkül átengedik az Uralkodás minden jogát és hatalmát” Viktória királynőnek, és felhatalmazták a Koronát képviselő kormányzót, hogy Új-Zélandot kormányozza. A maori változat szerint a maorik a béke és rend fenntartásért cserébe a „földjük fölötti teljes kormányzást Anglia Királynőjének adják korlátlanul mindörökre”, ám megőrzik szuverenitásukat és a földjeik fölötti tulajdont.
A waitangi aláírás után a szerződés másolatait körbevitték Új-Zélandon és az elkövetkező hónapokban sok más törzsfő is aláírta.
Az 1970-es évekig a szerződést nagyrészt figyelmen kívül hagyta mind a parlament, mind a bíróságok, habár az új-zélandi történetírás a Korona bőkezű és jóakaratú tetteként utalt rá. Már legkorábban az 1860-as években a maorik úgy a szerződésre hivatkoztak, kevés sikerrel, megpróbálva jogorvoslatot és kárpótlást szerezni elvett földjeikért és egyenlőtlen kezelésükért az állam részéről. Az 1960-as évek végétől a maorik elkezdték felhívni a figyelmet a szerződés megszegéseire és az újonnan kiadott történelmek a szerződés fordításával kapcsolatos problémákat hangsúlyozták. 1975-ben létrehozták a Waitangi Tribunalt (Waitangi Tanács), egy állandó vizsgálóbizottságot melynek feladata a szerződés Korona- vagy ügynökei által elkövetett megsértéseit vizsgálni és ezek helyrehozására javaslatokat tenni.
Ma általánosságban a szerződésre Új-Zéland, mint nemzet, alapító dokumentumára tekintenek; ennek ellenére a szerződés gyakran heves viták tárgya. Sok maori érzi úgy, hogy a Korona nem tartotta be az üzlet ráeső részét és erről bizonyítékokat mutatott be a tanács ülésein, velük ellentétben néhányan a nem-maori lakosságból úgy vélik, a maorik túl nagy figyelmet szentelnek a szerződésnek és arra használják, hogy „különleges privilégiumokat” harcoljanak ki. A Korona nem köteles a tanács ajánlásait megvalósítani, azonban sokszor elfogadta, hogy megsértette a szerződést és annak elemeit. A rendezések eddig több millió dollárra rúgnak, pénzben és vagyontárgyakban illetve bocsánatkérések formájában.
A waitangi szerződést 1997-ben felvették az UNESCO világ emlékezete programának listájára.

## A Szerződés Szövege

### Preambulum
| Angol | Fordítás |
| --- | --- |
| HER MAJESTY VICTORIA Queen of the United Kingdom of Great Britain and Ireland regarding with Her Royal Favor the Native Chiefs and Tribes of New Zealand and anxious to protect their just Rights and Property and to secure to them the enjoyment of Peace and Good Order has deemed it necessary in consequence of the great number of Her Majesty's Subjects who have already settled in New Zealand and the rapid extension of Emigration both from Europe and Australia which is still in progress to constitute and appoint a functionary properly authorised to treat with the Aborigines of New Zealand for the recognition of Her Majesty's Sovereign authority over the whole or any part of those islands – Her Majesty therefore being desirous to establish a settled form of Civil Government with a view to avert the evil consequences which must result from the absence of the necessary Laws and Institutions alike to the native population and to Her subjects has been graciously pleased to empower and to authorise me William Hobson a Captain in Her Majesty's Royal Navy Consul and Lieutenant-Governor of such parts of New Zealand as may be or hereafter shall be ceded to her Majesty to invite the confederated and independent Chiefs of New Zealand to concur in the following Articles and Conditions. | ŐFELSÉGE VICTORIA Nagy-Britannia és Írország Egyesült Királyságának királynője úgy ítélte meg, hogy királyi kegyelmével Új-Zéland őslakos főnökei és törzsei iránt érdeklődik, és igyekezett megvédeni igazságos jogaikat és tulajdonukat, valamint biztosítani számukra a béke és a jó rend élvezetét. szükséges az Új-Zélandon már letelepedett Őfelsége alattvalók nagy száma, valamint az Európából és Ausztráliából történő kivándorlás gyors kiterjesztése miatt, amely még mindig folyamatban van, hogy létrehozzák és kinevezzék az új-zélandi őslakosokkal való kezelésre megfelelően feljogosított funkcionáriust. Őfelsége e szigetek egésze vagy egy része feletti szuverén hatalmának elismerése érdekében – Őfelsége ezért egy állandó polgári kormányzat létrehozását kívánja létrehozni a szükséges törvények hiányából adódó rossz következmények elhárítása érdekében, és Az intézmények, az őslakos lakosság és alanyai egyaránt nagy örömmel erősítették meg és írták én William Hobson kapitányt Őfelsége Királyi Haditengerészetének konzuljánál és Új-Zéland adott vagy későbbi részeinek hadnagy kormányzóját átengedik Őfelségének, hogy hívja meg Új-Zéland konföderációs és független főnökeit, hogy egyeztessenek a következő cikkekben és Körülmények. |

### Első Cikk
| Angol | Fordítás |
| --- | --- |
| The Chiefs of the Confederation of the United Tribes of New Zealand and the separate and independent Chiefs who have not become members of the Confederation cede to Her Majesty the Queen of England absolutely and without reservation all the rights and powers of Sovereignty which the said Confederation or Individual Chiefs respectively exercise or possess, or may be supposed to exercise or to possess over their respective Territories as the sole sovereigns thereof. | Az Egyesült Új-Zélandi Törzsek Szövetségének főnökei és a különálló és független főnökök, akik nem lettek a Konföderáció tagjai, abszolút és fenntartás nélkül átengedik Őfelségének, Anglia Királynőjének mindazon szuverenitási jogait és hatásköreit, amelyeket az említett Konföderáció ill. Az egyes főnökök kizárólagos uralkodóként gyakorolják vagy birtokolják, vagy feltehetően gyakorolják vagy birtokolják saját területeiket. |

### Második Cikk
| Angol | Fordítás |
| --- | --- |
| Her Majesty the Queen of England confirms and guarantees to the Chiefs and Tribes of New Zealand and to the respective families and individuals thereof the full exclusive and undisturbed possession of their Lands and Estates Forests Fisheries and other properties which they may collectively or individually possess so long as it is their wish and desire to retain the same in their possession; but the Chiefs of the United Tribes and the individual Chiefs yield to Her Majesty the exclusive right of Preemption over such lands as the proprietors thereof may be disposed to alienate at such prices as may be agreed upon between the respective Proprietors and persons appointed by Her Majesty to treat with them in that behalf. | Őfelsége, Anglia Királynője megerősíti és garantálja Új-Zéland főnökeinek és törzseinek, valamint családjaiknak és egyéneknek földjeik és birtokaik, erdőik halászati és egyéb ingatlanaik teljes kizárólagos és zavartalan birtoklását, amelyeket közösen vagy egyénileg birtokolhatnak mindaddig. mivel az a vágyuk és vágyuk, hogy ugyanazt a birtokukban tartsák; de az Egyesült Törzsek főnökei és az egyes törzsfőnökök átadják Őfelségének a kizárólagos elővásárlási jogot azokra a földekre, amelyek birtokosai rendelkezhetnek az elidegenítésről olyan áron, ahogyan az adott Tulajdonosok és az Őfelsége által kijelölt személyek megállapodnak. hogy bánjanak velük annak érdekében. |

### Harmadik Cikk
| Angol | Fordítás |
| --- | --- |
| In consideration thereof Her Majesty the Queen of England extends to the Natives of New Zealand Her royal protection and imparts to them all the Rights and Privileges of British Subjects. (signed) William Hobson, Lieutenant-Governor. Now therefore We the Chiefs of the Confederation of the United Tribes of New Zealand being assembled in Congress at Victoria in Waitangi and We the Separate and Independent Chiefs of New Zealand claiming authority over the Tribes and Territories which are specified after our respective names, having been made fully to understand the Provisions of the foregoing Treaty, accept and enter into the same in the full spirit and meaning thereof in witness of which we have attached our signatures or marks at the places and the dates respectively specified. Done at Waitangi this Sixth day of February in the year of Our Lord one thousand eight hundred and forty. | Erre tekintettel Őfelsége Anglia Királynője kiterjeszti királyi védelmét Új-Zéland őslakosaira, és átadja nekik a brit alattvalók minden jogát és kiváltságát. (aláírva) William Hobson, főkormányzó. Most tehát mi, az Egyesült Új-Zélandi Törzsek Szövetségének főnökei, akik a kongresszuson gyűlünk össze a Victoria-ban, Waitangiban, és mi, Új-Zéland különálló és független főnökei, akik hatalmat követelünk a törzsek és területek felett, amelyeket a mi nevünk után jelöltünk meg. teljes mértékben megértette a fenti Szerződés rendelkezéseit, elfogadja és megköti azt, annak teljes szellemében és értelmében, aminek tanúsága szerint a megjelölt helyeken és időpontokban aláírásainkat vagy jeleinket mellékeltük. Kelt Waitangiban, Urunk ezernyolcszáznegyven évének február hatodik napján. |

## Fordítás
- Ez a szócikk részben vagy egészben a Treaty of Waitangi című angol Wikipédia-szócikk ezen változatának fordításán alapul.  Az eredeti cikk szerkesztőit annak laptörténete sorolja fel. Ez a jelzés csupán a megfogalmazás eredetét és a szerzői jogokat jelzi, nem szolgál a cikkben szereplő információk forrásmegjelöléseként.